# L'Arc de Berà
L'Arc de Berà fue una empresa distribuidora de libros fundada en Barcelona en 1971 por Jordi Úbeda Bauló, Josep Espar, Josep Maria López-Lavé y Joaquim Ensesa, con objetivo de facilitar la distribución del libro en catalán en todos sus territorios, ya fueran grandes ciudades o pequeñas localidades donde  hubiera algún librero dispuesto a colaborar en las tareas de reconstrucción cultural. Por lo pronto abrieron delegaciones en Valencia, Gerona, Lérida, Reus y Tarragona, y las extendieron en Mallorca. Los últimos años de su existencia se encargaban de la venta de libros al por mayor, mientras que las ventas al por menor las encargaban a la librería Ona.
El 1997 recibió la Cruz de Sant Jordi por su trabajo en pro de la distribución del libro en catalán.
El día 13 de septiembre de 2010 se hizo público que ponía punto final a su actividad, comunicando que cerraba y dejaba a la distribución de más de 140 editoriales con las que trabajaba: aproximadamente el 25 % del sector editorial catalán. La emblemática librería Ona, ubicada en Gran Vía de las Cortes Catalanas, propiedad de la empresa, también se veía afectada por el cierre. Se calcula que la distribuidora debía de 1,5 millones de euros a las editoriales, entre las cuales se encuentran Ángulo, Cossetània Ediciones, Bromera, Barcino, la Abadía de Montserrat, entre otras. Según la empresa, la caída se produjo, en parte, debido a la pérdida de clientes fuertes como Planeta, Ediciones 62 y Columna, así como por la caída de las ventas los últimos meses.